# Хоенбока
Хоенбока (њем. Hohenbocka) општина је у њемачкој савезној држави Бранденбург. Једно је од 25 општинских средишта округа Обершпревалд-Лаузиц. Према процјени из 2010. у општини је живјело 1.127 становника. Посједује регионалну шифру (AGS) 12066132.

## Географски и демографски подаци
Хоенбока се налази у савезној држави Бранденбург у округу Обершпревалд-Лаузиц. Општина се налази на надморској висини од 128 метара. Површина општине износи 15,6 km². У самом мјесту је, према процјени из 2010. године, живјело 1.127 становника. Просјечна густина становништва износи 72 становника/km².